# Планински дабар
Планински дабар (лат. Aplodontia rufa) је врста сисара из реда глодара (лат. Rodentia) и породице Aplodontiidae. 

## Распрострањење
Присутна је у следећим државама: Канада и Сједињене Америчке Државе, у подручју пацифичке обале.

## Станиште
Станишта врсте су шуме и планине. 

## Начин живота
Планински дабар прави гнезда. 

## Угроженост
Ова врста је наведена као последња брига, јер има широко распрострањење и честа је врста.